# キングオブキングス (ゲーム)
『キングオブキングス』は、アトラスが開発しナムコより1988年12月9日に発売されたファミリーコンピュータ用の戦略シミュレーションゲーム。「ナムコット ファミリーコンピュータゲームシリーズ」第48弾。
最大4人での同時プレイが可能で、あらかじめ用意された全4シナリオでコンピュータと対戦するキャンペーンモード「ルシファーとの戦い」と、自由にマップを選んでコンピュータやプレイヤーと対戦できる「マルチプレイモード」がある。ソフトにN106音源チップを搭載している。
後年、PlayStation用ソフト『ナムコアンソロジー2』（1998年）に本作品のオリジナル版、アレンジ版が同時収録された。アレンジ版でのキャンペーンモードは、FC版とはストーリーやマップなどが異なる。一方でマルチプレイモードでは、一部FC版にもあったマップが再登場している。2003年以降には携帯電話用アプリゲームとして各携帯電話キャリアにおいて配信された。

## ゲーム内容
ゲームシステム
本作品においては総大将にあたる「キング」がゲームの軸となっており、相手のキング（FCキャンペーンではルシファー）を倒すことが勝利条件となっている。そのために、プレイヤーは都市占領などで資金を調達し、ユニット（後述）とよばれるキャラクターを雇用し攻撃行動を行う（理論上は都市占領・ユニット雇用なしで勝利を収めることもできるが、非現実的である）。ユニットにはファイターやゴブリンなど複数の種類があり、同じユニットでも対戦種族によってATK（攻撃力）とDEF（守備力）が異なるため、ユニット間の"相性"を考慮して戦術を練らないと勝利は難しい。
また、「マルチプレイモード」においては「同盟」というものが存在し、同盟国同士は互いにユニット同士の攻防は出来ないが、同盟国以外の勢力を全て倒すと勝利扱いとなる（同盟はプレイヤーが設定可能）。そのため複数人プレイの場合は同盟システムを用いたチーム戦を楽しむことも可能である。
雇用システム
プレイヤーはキングのユニットを城に置くことによって、他のユニットを雇用することができる。ユニットの雇用には資金を消費するが、これは毎回自分の番が回ってくるたびに一定額の収入があり、町や城の占領によって収入を増やすことができる。キングは雇用した直後に移動・攻撃等の行動をすることも可能であるが、城を出ると雇用ができなくなる。
FC版ではユニット選択画面でスタートボタンを押すと、ユニットごとの自己紹介文が表示されてその特性を大まかに知ることができる。またアレンジ版では、人間以外の種族の雇用を「召喚」と言い換えている。
ユニット
ユニットは上記のファイター・ゴブリンのほかに、エルフやドラゴンなどファンタジーに登場するキャラクターが中心となっている。各ユニットにはレベルが設定されていて、ユニットは敵ユニットを倒すことでレベルアップする。レベルは9段階で、最低がレベル1・最高が王冠マーク。王冠マークはレベル8の１つ上の意味である。レベルが上がるとATK（攻撃力）が上昇するが基本的に守備力は変わらないため、高レベルのユニットでも相性の悪い相手からの攻撃に潰走する場合があり、このシステムが絶妙なゲームバランスを作り出している。
一部のユニットは最高レベルに達すると上級職へとクラスチェンジし、能力が大幅に強化される。また、魔法を使うユニットはマップ上にてさまざまな特殊効果を発生させられるが、魔法を使う前の移動はできない上にこれを使った時点で行動終了となる。
なお、キャンペーンモードでは雇用できるユニットの種類に制限があり、先のマップへ進むごとにその種類が多くなる。
戦闘システム
戦闘は相手キャラの周囲（縦横斜め）に直接隣接することで攻撃を仕掛けることができる。戦闘はレベルや相性に関わらず、お互いのユニットが相手に1回ずつ攻撃を加えるシステムとなっている。戦闘時、攻撃側にはレベルによって攻撃補正が、守備側には地形効果によって防御補正が加えられる。ポイントとしては、攻撃を仕掛けた側が必ず先制攻撃できる上、このゲームでは部隊数によって攻撃回数が決まるため、ユニット同士の相性にもよるが攻撃を仕掛けた方が断然有利となる場合が多い。また、ユニット同士の相性が悪ければ悪いほど敵を倒したときに得られる経験値が高くなるため、こちらのATKが高いならばあえて積極的に狙っていくのもひとつの戦術と言える。
移動システム
ユニットにはそれぞれ決められた移動力を備えており、進撃の際はその移動力の範囲内で移動することができるが、本作品にはZOCの概念が導入されており、敵ユニットと上下左右いずれかで隣接すると攻撃の有無を問わず停止させられるほか、アレンジ版で追加されたガーゴイル、バーバリアン、ケルベロスは更に斜め4方向もZOCの範囲となるが、ビショップとウィザードのみ敵ユニットの存在自体を無視できる。
地形によって消費する移動力は異なり、平地や道路では消費移動力は少なく、山や森では消費移動力が高い。もっとも、ユニット説明で後述するように、ユニットごとに地形消費移動力は大きく異なる。
また、本作品の各ユニットはそれぞれ食料（FOOD）の数値を持っており、移動の度にこれを消費する。食料が0になると移動できなくなるが、補給手段としては町の利用やモンク系の魔法のほか、未行動でターン終了をすることで移動1回分の食料が補充される。そのため、プレイヤーは侵略の際に補給線を考慮する必要がある。なお、アレンジ版では移動中に自陣の町を通過するだけで食料を補給できるので、食料のためだけに町の上で行動終了する必要がなくなっている。

## 設定

### 地形一覧
道（地形効果0%）
大抵の部隊は移動力消費1で移動できる。サーペントも比較的軽い移動力で移動できるが、地形効果は得られない。
草（地形効果10%）
道同様大抵の部隊は移動力消費1で移動できるが、地形効果はあまり得られない。
城（地形効果50%）
道と同じ移動コストで地形効果も高いが数は限られる。また、キングしか占領できない。占領していたら毎ターン補充しながら戦える。
町（地形効果30%）
道と同じ移動コストで地形効果もそこそこ。キングとファイターのみ占領でき、占領していたら毎ターン補充しながら戦える。数も多いので拠点となる地形。
森（地形効果50%）
高い地形効果を得られるが特定部隊以外は移動コストがかかる。
山（地形効果50%）
森同様高い地形効果を得られるが特定部隊以外は移動コストがかかる。
海（地形効果0%）
地形効果は得られず、多くの部隊は入れない。
川（地形効果0%）
海と違って多くの部隊が入れるが、移動力がかかる。ここでもたもたしていると狙い打ちにされやすい。
沼（地形効果10%）
水に強いユニット以外は莫大な移動力を要求される。
砂（地形効果20%）
アンデッド系以外は移動力がかかり、入れないユニットも多い。
毒沼（地形効果10%）
基本的には沼と同じだが、ここで停止すると次のターンに食料やユニットが減ることがある。
毒砂（地形効果20%）
基本的には砂と同じだが、ここで停止すると次のターンに食料やユニットが減ることがある。

### マルチプレイマップ一覧
キープノースコート（国の数2）
唯一1対1のマップ。周囲に町が多いハート国が優位に戦える。
トリプル（国の数3）
唯一3人でプレイすることができる。全マップ中最小。
スモール　パッケージ（国の数4）
4人プレイできるマップの中では最も狭く、中央部の町群をめぐって4者がひしめき合う。
ミズウミ　ノ　ショウコク（国の数4）
最大マップの一つ。湖のほとりにあるブルー国は他の3国に囲まれているため難易度が高い。マップ左下側には国が無く中立の町も多いため、この方面をどう治めるかが鍵となる。
ロードブリティッシュ（国の数4）
最大マップの一つではあるが、左右を海で挟まれているため実際に戦闘が行われる領域は狭い。イギリス、アイルランドがマップのモデルとなっている。
ソードアンドソーサラー（国の数4）
最大マップの一つ。マップが広大な上に、各国の間に山脈が連なっているため移動に時間がかかる。
モスクワ　カンゼンホウイ（国の数4）
最大マップの一つ。「ミズウミ　ノ　ショウコク」と同様に、他の3国に囲まれる形になっているブルー国の難易度が高い。マップは広大だが、森や山が連なっている部分が少なく移動しやすい。
トウキョウ　2001（国の数4）
最大マップの一つ。発売当初の1988年から見て未来の東京湾周辺を舞台としている。発売当初は未開通だった東京湾アクアラインがマップ上に存在する。

## ユニット一覧
ユニット(部隊)には、いわゆる「小型ユニット」と呼ばれる8体編成のものと、いわゆる「大型ユニット」と呼ばれる4体編成のものがある（アレンジ版では「小型ユニット（8体編成）」・「中型ユニット（4体編成）」・「大型ユニット（1体編成。但し4段階の体力制なので実質4体）」の3種類がある）。表題の括弧内は各ユニットの雇用（召喚）コスト、部隊編成、移動力について記す。

### 人間
人間系は全体的に守備が弱い傾向にある。またクラスチェンジのできるユニットが存在する。
キング、ルシファー（FC版ではロイヤルガーディアン3体を加えた4体編成・アレンジ版では1体、移動力7） 攻撃方法：剣・十字架（アレンジ版では聖剣・魔剣）
プレイヤーの分身で、このユニットがやられるとゲームオーバーとなる。上記のように城の上でユニットの雇用ができるが、一方でユニット自身の戦闘力も高く、ほぼ全てのユニットと有利に戦うことができるものの、ファイターとナイト系には苦戦を強いられる。町のほかに全ユニットで唯一城を占領することができる。アレンジ版では剣先から衝撃波などが出る。
ファイター（コスト120、8体編成、移動力5） 攻撃方法：剣
全ユニット中最安値で雇用することができるが、戦闘力は非常に低い。但しキングをはじめナイト以外の人間には有利に戦える上、キング以外で唯一町を占領できるため、ゲーム中においてはこのユニットをいかに活躍させるかが鍵となる。アレンジ版では「剣ファイター」という形で登場する。
ナイト（コスト1000、4体編成、移動力10） 攻撃方法：衝槍（アレンジ版ではハルバード）
人間族の中では最も高価なユニット。騎馬状態のため平地での移動力が高く、ある程度の攻撃力も持つが、軽武装のため守備はやや脆い。小型ユニットの殆どと相性はいいが、ジャイアントやグリフォンなど中大型ユニットとの相性は悪い。特にグリフォンは天敵ともいえるほど苦手としている。機動力は高いが入れない地形も多い。レベルを上げることでシルバーナイトへとクラスチェンジする。
シルバーナイト（4体編成、移動力9） 攻撃方法：衝槍
ナイトからレベルを上げクラスチェンジしたユニット。クラスチェンジによってのみ生まれる上級職であるため、他ユニットのように城で雇用することは出来ない（他のクラスチェンジによって生まれるユニットも同様）。ナイトよりも重武装が施されているため、移動力は微減するもののナイトの頃よりは守備力は上がっている。また他ユニットとの相性も一新され、とくに苦手としている中大型ユニットとの相性が好転している。レベルを上げることでドラゴンナイトへとクラスチェンジする。
ドラゴンナイト（4体編成、移動力9） 攻撃方法：ドラゴンスレイヤー
シルバーナイトからクラスチェンジしたユニット。ドラゴネット(小型ドラゴン)に跨りドラゴンスレイヤーを手に戦うため、特にドラゴン系に対して絶大な戦闘力を発揮する。ドラゴン系以外の相手に対しても攻撃力が高く守備も堅い。本作品において、キングともっとも相性がよいユニットでもある。また移動コストも大幅に変化し、それまで入れなかった地形にも入れるようになる。
モンク（コスト640、8体編成、移動力4） 攻撃方法：法力（アレンジ版では拳）
通常の戦闘のほかに、ユニットへの食料補給を行う「ユンク」と、ゴーレムのユニットが作成できる「レーム」の魔法が使えるユニット（ただし、下級職ユニットのため、レームの魔法を使ってもユニットが1匹も生まれない場合がある）。戦闘力自体は生身で行動しているため守備力が低く、同じ魔導師系のソーサラーとアンデッド系には強いが、それ以外のほとんどのユニットに対して弱い。レベルを上げることでプリーストへとクラスチェンジすることが可能。FC版では男性だが、アレンジ版では女性格闘家になっている。
プリースト（8体編成、移動力6） 攻撃方法：法力（アレンジ版では掌打と法力）
モンクからクラスチェンジしたユニット。守備力が向上し、また「ユンク」の魔法で食糧補給だけでなく小型ユニットの部隊回復もできるようになり、さらに空中浮遊術の会得により、全ての地形を1歩で移動できるようになる。レベルを上げることでビショップへとクラスチェンジすることが可能。FC版では外見が行者スタイルだが、アレンジ版では一転して看護婦スタイルになっている。
ビショップ（8体編成、移動力8） 攻撃方法：法力
プリーストからレベルを上げることで、クラスチェンジしたユニット。「ユンク」の魔法では周囲にいる全種類ユニットの部隊回復ができるようになり、「レーム」の魔法ではゴーレムをほぼ確実に4体召喚できるようになる。防御力が高く、移動の際も瞬間移動術により敵ユニットをすり抜けられる。また、ほぼ全キャラと互角以上に戦うことができ、特にソーサラー系にとっては天敵とも言える存在である。
ソーサラー（コスト800、8体編成、移動力4） 攻撃方法：魔法
通常攻撃のほかに、「バル」の魔法による近接する敵全体への反撃不能攻撃と、「ネクロ」の魔法によるスケルトンの作成ができるユニット。攻撃力は比較的高いが、守備力は非常に低く、やられやすいユニットとなっている。そのため、攻撃は「バル」の魔法による間接攻撃を有効に使うのがコツとなる。レベルを上げることでメイジにクラスチェンジする。
メイジ（8体編成、移動力6） 攻撃方法：魔法
ソーサラーからクラスチェンジしたユニット。戦闘力が高くなり、「バル」を使えば敵ユニットを壊滅させることが出来る上にレベルも簡単に上げることが出来る。また、プリースト同様、全ての地形を1歩で移動できるようになる。レベルを上げることでウィザードにクラスチェンジする。
ウィザード（8体編成、移動力8） 攻撃方法：魔法
メイジからクラスチェンジしたユニット。「ネクロ」の魔法ではスケルトンをほぼ確実に8体召喚できるようになっている。攻撃力が非常に高くビショップ以外のユニットと有利に戦うことができ、さらに移動時はビショップ同様、敵ユニットをすり抜けることができる。

### 妖精
妖精系は全体的に割安なユニットが多く、序中盤の戦術の要となる。
ゴブリン（コスト160、8体編成、移動力7） 攻撃方法：斧（アレンジ版では爪）
妖精系の中では最も安価で雇用（召喚）できる。山岳地帯を得意とし、山の地形を1歩で移動できる。ファイターにとっての天敵であり、地形防御の低いところではファイターに壊滅的打撃を与えることが出来る。ファイター以外ではエルフに対して強いが、ハーピーに対して弱い。
ハーピー（コスト200、8体編成、移動力14） 攻撃方法：三叉矛
全ユニット中2番目という高い移動力を誇り、ヒットアンドアウェイなどの攪乱戦術を得意とする。また機動力が高く、飛行系のため移動の際に全地形を1歩で移動することができ、足の遅い敵ファイターやジャイアントの移動を先んじて妨害する戦術が採れる。戦闘面ではゴブリンに対して強いが、エルフに対して弱い。加えて空を飛ぶため地形防御を得ることが出来ないという、守備面でやや損な部分がある。
エルフ（コスト280、8体編成、移動力7） 攻撃方法：長弓
森の移動を得意とし、森林の地形を1歩で移動できる。弓を使うため飛行系への攻撃力が高い。特にハーピーに対して強く、ゴブリンに対して弱い。ちなみにゴブリン・ハーピー・エルフの妖精3種は互いに「三すくみ」の関係にあり、ゴブリンはエルフに強いがハーピーに弱く、エルフはハーピーを得意とするがゴブリンを苦手とする、という状態となっている。
アレンジ版ではグリフォンとの相性が改善されており、欠員さえいなければレベル1でも確実に1体を倒せる。
ジャイアント（コスト560、4体編成、移動力5） 攻撃方法：棍棒（アレンジ版では鉄球）
巨大で鈍重なユニット。移動力は低いが守備力が高く、際立って相性の悪いユニットもあまりいないため、地形防御の高い所に立て篭もると不沈艦と化す。モンクの召喚したゴーレムの攻撃に弱いが、ジャイアントもゴーレムも相性上お互いにかなりの打撃を与えることができるため、ジャイアントとゴーレムとの戦いは壮絶な殴り合いとなる場合が多い。
グリフォン（コスト880、4体編成、移動力12） 攻撃方法：爪
飛行ユニットであり、全ての地形を1歩で移動できる。妖精の中で雇用（召喚）に最も多くの費用を要するが、ポテンシャルもそれに見合った高水準である。「ナイトが乗る馬を好物としている」という神話上の設定のため、特にナイトに対して無類の強さを誇る。一方でソーサラーやエルフ、上級飛行ユニットのワイバーンとの相性は今ひとつで、ハーピーと同様地形防御が得られないため、守備面での弱点も目立つ。

### ドラゴン
ドラゴン系はリザードマンを除き、いずれも高価である。またおしなべてドラゴンナイトに弱い。
リザードマン（コスト400、8体編成、移動力8） 攻撃方法：打槍
海や川を苦にしないが山は苦手のドラゴン族で、海や川を1歩で移動できるが山岳地帯の移動には全ユニット中最多の移動力4を要する。ドラゴン系で最安価のユニットだが、他の小型ユニットと互角以上に戦えるため使いやすい。但し得意とする海や川は地形効果が全く得られないため守備に難があり、飛行ユニットと同じく集中攻撃されると脆い。アレンジ版では妖精系扱いとなっている。
ワイバーン（コスト2400、FC版では4体編成・アレンジ版では1体、移動力16） 攻撃方法：火のブレス
FC版では「空の神」とも自称する飛竜。ハーピー・グリフォンと同様に飛行系ユニットである。移動力が全ユニット中最も高く、戦闘力も飛行ユニットとしては最強を誇り、特に下位飛行系であるグリフォンやハーピーに対して無類の強さを誇る。ただし、他の飛行系ユニットと同様地形効果が得られず、また移動力と食料のバランスが悪いため、前線で食料切れを起こし孤立しやすいのが欠点である。サーペントに強いがドラゴンに弱い。
サーペント（コスト1600、FC版では4体編成・アレンジ版では1部体、移動力12） 攻撃方法：氷のブレス
FC版では「水の神」とも自称する海竜。陸上の地形では攻撃力が半分になる、草原を移動するだけで移動力6を要する、など欠点もあるが、海や川の地形ならドラゴンにも勝る最強のユニットとなり、適合する地形の多いマップではサーペントの存在が局面を一転させることもある。地形効果を得にくい特性を補うように元来の守備力が高く、陸に上がってもこれが低下することはない。ドラゴンに強いがワイバーンに弱い。
ドラゴン（コスト4000、FC版では4体編成・アレンジ版では1体、移動力6） 攻撃方法：火のブレス
FC版では「炎の神」とも自称する二足歩行の竜。雇用（召喚）で手に入るユニットの中では、攻撃力・守備力共に最も強いが、その分要求される価格も最高額である。一方で強すぎるためレベルが極めて上がりにくいという一面を持つ。移動力は低めだが、全ての地形を移動力1で移動できる。ドラゴンを打倒できるユニットは同じ高価なドラゴンか、もしくは育成に時間がかかるドラゴンナイトやウィザードなど上級職のいずれかに限定される。ワイバーンに強いがサーペントに弱い。

### その他
ゴーレム（4体編成、移動力4） 攻撃方法：投石（アレンジ版では拳）
モンク、プリースト、ビショップの魔法「レーム」によってのみ作られるユニット。鈍重だが安定した強さを示し、食料が最大値の99であるため食糧補給の心配が要らない。守備力が高く、後述のスケルトンほどではないが数を減らすのが難しい。ジャイアントに対し強力な攻撃を見せるが、モンクやソーサラーの攻撃に弱い。回復にかかる費用が高く、序盤に低レベルのモンクの魔法で召喚すると、その後の回復・維持費に苦労しやすい。
スケルトン（8体編成、移動力4） 攻撃方法：剣
ソーサラー、メイジ、ウィザードの魔法「ネクロ」によってのみ作られるユニット。ゴーレムと同じく食料が最大値の99で、魔法使い系と相性が悪い。一方で攻撃力は非常に低いが魔法使い以外のユニットに対して非常に防御力が高いという特徴を持つ。
コカトライス（4体編成、移動力なし） 攻撃方法：石化ブレス
ユニットが毒沼や毒砂漠を通ったときにランダムで現れ、戦闘になることがある。FC版では「ルシファーとの戦い」でのみルシファーのペットとして登場しているほか、これを倒した際の獲得経験値が極端に高く設定されている。
以下はナムコアンソロジーのアレンジ版のみに登場するユニット。
剣ファイター（コスト120、8体編成、移動力5） 攻撃方法：剣
FC版の「ファイター」にあたるユニット。基本特性はFC版ファイターと全く同じだが、下記の3種ファイターに対して有利に戦える。
斧ファイター（コスト120、8体編成、移動力5） 攻撃方法：斧
移動力や町の占領など基本特性はファイターと何ら変わらない（下記の新登場ファイターも同様）。エルフとは互角に戦えるが、ハーピーとの相性は悪く、ややゴブリンに近い特性となっている。
槍ファイター（コスト120、8体編成、移動力5） 攻撃方法：衝槍
ややハーピーに近い特性となっており、苦手だったゴブリンと互角に戦えるが、エルフとの相性は悪くなっている。
弓ファイター（コスト120、8体編成、移動力5） 攻撃方法：クロスボウ
ややエルフに近い特性となっており、ハーピーとは互角に戦えるが、苦手だったゴブリンとの相性はさらに悪化している。
アレンジ版の槍ファイター、斧ファイター、弓ファイターは互いに「三すくみ」の関係となっており、斧ファイターは弓ファイターに対して、弓ファイターは槍ファイターに対して、槍ファイターは斧ファイターに対して有利に戦うことが出来、剣ファイターは他種類のファイターと有利に戦うことができるようになっている。
ケルベロス（コスト1000、4体編成、移動力8） 攻撃方法：前脚
飛行系以外の妖精族に対して優位に戦える妖精ユニット。特にジャイアントに強い。ゴブリンと同様山岳地帯を得意としており、山上を移動力1で移動できる。一方で、同じアレンジ版での新登場ユニットであるガーゴイルに弱い。
ガーゴイル（コスト2000、4体編成、移動力10） 攻撃方法：拳
FC版においてゴーレムやスケルトンの守備力が非常に高く、魔術師系以外ではダメージを与えることが難しかったため、その対策として登場した妖精ユニット。ハーピー等と同様飛行系で、上記のゴーレムやスケルトンに対して非常に強いが、一方でモンクやソーサラーに弱い。
バーバリアン（コスト1560、4体編成、移動力7） 攻撃方法：手刀/大剣
FC版においてドラゴンと互角以上に戦えるユニットが上級職に限定されていたため、その対策として登場した人間ユニット。森を得意とし、ドラゴン系に対して互角以上に戦えるが、一方で守備力が低く、最安価ユニットであるファイターやゴブリンとも戦闘では互角となり、使いどころが難しい。背中に大剣を背負っているが、通常のユニットには徒手空拳で攻撃を行い、ドラゴン系には大剣を使って本気を出す。
ゾンビ（8体編成、移動力なし） 攻撃方法：ドレインタッチ
アレンジ版において、ユニットが全滅した際に「墓」が作られる場合があり、墓の上に乗るとゾンビとの戦闘になる（墓の有無はオプションで設定可能）。戦闘力は非常に低い。まれにゾンビではなくコカトライスが出現することがある。

## 他機種版
| No. | タイトル               | 発売日         | 対応機種                                                 | 開発元          | 発売元   | メディア                                | 型式       | 備考                             |
| --- | ---------------------- | -------------- | -------------------------------------------------------- | --------------- | -------- | --------------------------------------- | ---------- | -------------------------------- |
| 1   | ナムコアンソロジー2    | 1998年9月23日  | PlayStation                                              | トーセ          | ナムコ   | CD-ROM                                  | SLPS-01221 | オリジナル、アレンジモードを収録 |
| 2   | キングオブキングス     | 2003年12月17日 | 256Kアプリ対応機種専用 （Vアプリ）                       | ナムコ          | ナムコ   | ダウンロード （アプリキャロットナムコ） | -          |                                  |
| 3   | キングオブキングス     | 2005年4月1日   | iアプリ                                                  | ウインドリーム  | ナムコ   | ダウンロード （アプリキャロットナムコ） | -          |                                  |
| 4   | キングオブキングス     | 2007年9月27日  | BREW対応機種 （EZアプリ）                                | ウインドリーム  | バンナム | ダウンロード （ナムコEZゲームス）       | -          |                                  |
| 5   | ナムコアンソロジー2    | 2013年12月18日 | PlayStation 3 PlayStation Portable (PlayStation Network) | バンナム        | バンナム | ダウンロード （ゲームアーカイブス）     | -          | PlayStation版の移植              |
| 6   | ナムコットコレクション | 2020年8月20日  | Nintendo Switch                                          | B.B.スタジオ M2 | バンナム | Switch専用ゲームカード ダウンロード     | -          | ファミリーコンピュータ版の移植   |

## 評価
ゲーム誌『ファミコン通信』の「クロスレビュー」では合計30点（満40点）でシルバー殿堂入りを獲得、『ファミリーコンピュータMagazine』の読者投票による「ゲーム通信簿」での評価は以下の通り20.81点（満30点）となっている。同誌1991年5月10日号特別付録の「ファミコンロムカセット オールカタログ」では、操作性の良さやキャラクター造形に関して肯定的に評価した他、ゲームシステムがシンプルである事に触れた上で「割合とっつきやすい仕上がりになっている」、「ゲームバランスもよいので初心者にオススメの1本」と称賛した。
| 項目 | キャラクタ | 音楽 | 操作性 | 熱中度 | お買得度 | オリジナリティ | 総合  |
| 得点 | 3.62       | 3.08 | 3.46   | 3.73   | 3.41     | 3.51           | 20.81 |